# U.S. Route 89
Pour les articles homonymes, voir Route 89.
La U.S. Route 89 (US 89) est une US Route sud–nord constituée de deux segments et d'une ancienne section. Le segment sud parcourt 848 miles (1 365 km) depuis Flagstaff, Arizona jusqu'à l'entrée sud du Parc national de Yellowstone au Wyoming. Le segment nord parcourt 404 miles (650 km) depuis l'entrée nord du Parc national de Yellowstone au Montana jusqu'à la frontière canadienne. Des routes non-numérotées dans le Parc national de Yellowstone relient les deux segments ensemble. Avant 1992, la US 89 était une route reliant les deux frontières (Mexique et Canada) qui avait pour terminus sud Nogales, Arizona.

## Description du tracé
|       | mi    | km    |
| ----- | ----- | ----- |
| AZ    | 136   | 220   |
| UT    | 503   | 809   |
| ID    | 44    | 71    |
| WY    | 246   | 396   |
| MT    | 401   | 645   |
| Total | 1 252 | 2 015 |

### Arizona

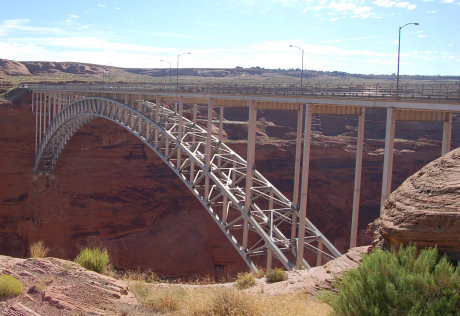
US 89 traversant Glen Canyon

La US 89 débute à Flagstaff et se dirige vers le nord. Elle passe près du Parc national du Grand Canyon et traverse la Nation Navajo. Près de la frontière avec l'Utah, la route se divise en deux; la US 89 vers le nord et la US 89A vers le nord-ouest. La US 89A est la route originale; le tracé actuel de la US 89 a été construit dans les années 1960 pour desservir le Barrage de Glen Canyon et la ville de Page.
La branche principale (US 89) passe au-dessus du fleuve Colorado, au sud du barrage et du Lac Powell. Elle atteint ensuite la frontière avec l'Utah.
La branche secondaire (US 89A) se dirige vers l'ouest et traverse le fleuve Colorado sur le Navajo Bridge à Marble Canyon près de Lee's Ferry. Elle grimpe ensuite sur le Plateau de Kaibab et traverse Jacob Lake. Juste avant d'atteindre la frontière avec l'Utah, la route par Fredonia.

### Utah

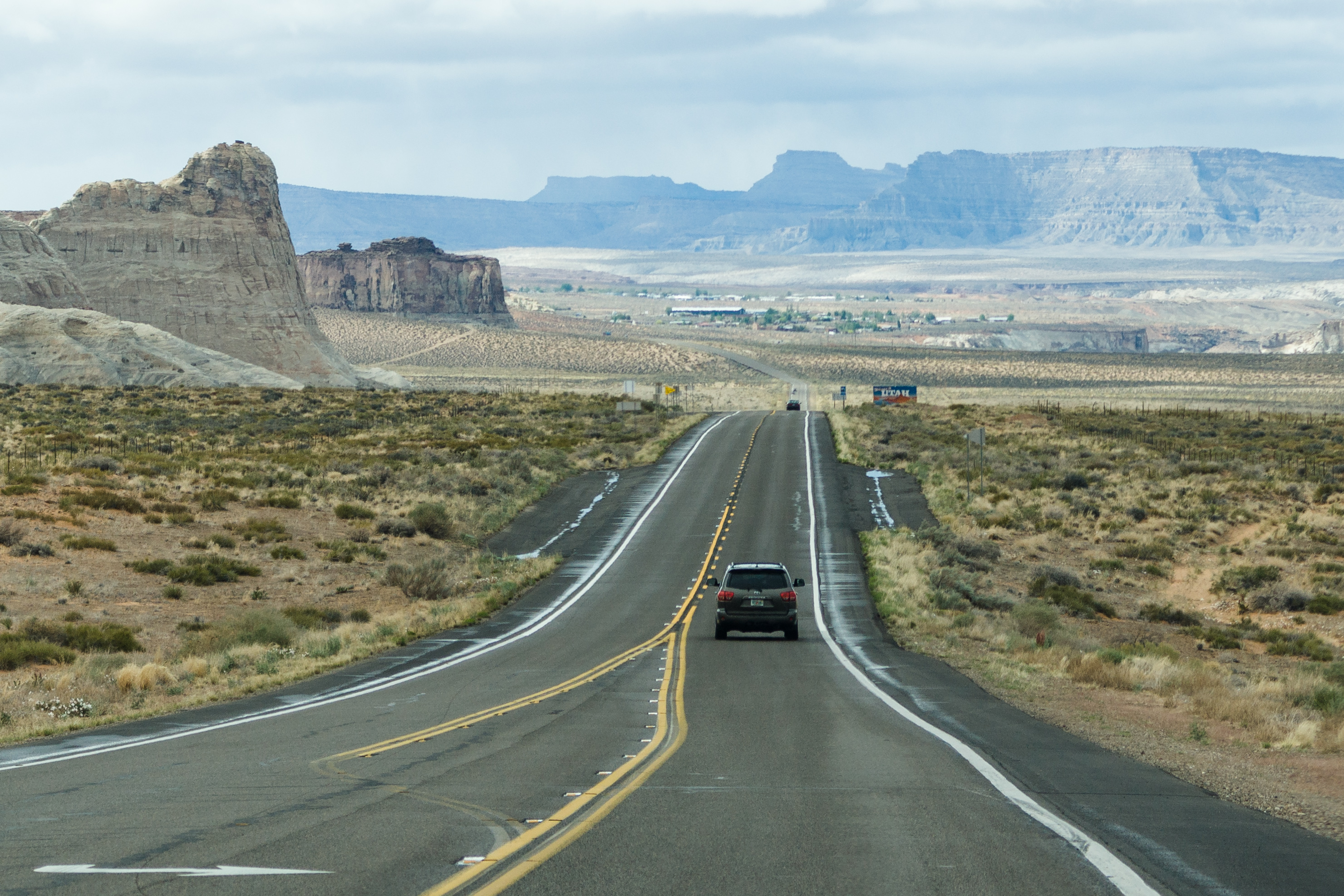
US 89 à la frontière entre l'Arizona et l'Utah

La US 89 entre en Utah près du barrage de Glen Canyon, au sud-est de Big Water. Elle se dirige vers l'ouest et atteint Kanab, où elle se relie à nouveau à la US 89A. La US 89A entre directement dans la ville de Kenab et se relie au tracé principal.
La US 89 se dirige ensuite vers le nord et passe par le Parc national de Zion, Cedar Breaks National Monument et le Parc national de Bryce Canyon. Elle passe par Panguitch, Circleville, Junction et Marysvale avant d'atteindre Sevier. Là, elle rejoint l'I-70 et forme un multiplex avec celle-ci jusqu'à Salina, au nord-est. Elle passe par Salina, Gunnison, Mount Pleasant et Fairview avant d'atteindre Thistle, une ville fantôme détruite par un lac résultant d'un glissement de terrain en 1983. Elle rejoint la US 6 et forme un multiplex avec celle-ci vers le nord-ouest jusqu'à Spanish Fork.
Les routes se séparent à Spanish Fork et la US 89 se dirige vers le nord-ouest. Elle traverse Springville, Provo, Lindon, American Fork et Lehi, où elle rejoint l'I-15 et forme un multiplex avec celle-ci. Le multiplex se prolonge jusqu'à Draper, en banlieue de Salt Lake City. Les routes s'y séparent et la US 89 devient State Street, la rue principale de plusieurs villes le long de l'I-15 jusqu'à Salt Lake City.
La route rejoint à nouveau l'I-15 à Bountiful jusqu'à Farmington quelques miles au nord. Elle longe ensuite les pieds des Monts Wasatch jusqu'à Ogden. Là, la route s'appelle Washington Boulevard. Depuis Ogden, la route se dirige vers le nord jusqu'à ce qu'elle rencontre la US 91 à Brigham City, où elle bifurque vers l'est et le nord-est en multiplex avec la US 91 jusqu'à Logan. À Logan, les routes se séparent et la US 89 se dirige vers l'est jusqu'à Garden City. Dans la ville, elle atteint le Lac Bear et elle bifurque vers le nord. Un peu plus loin, elle atteint la frontière avec l'Idaho.

### Idaho

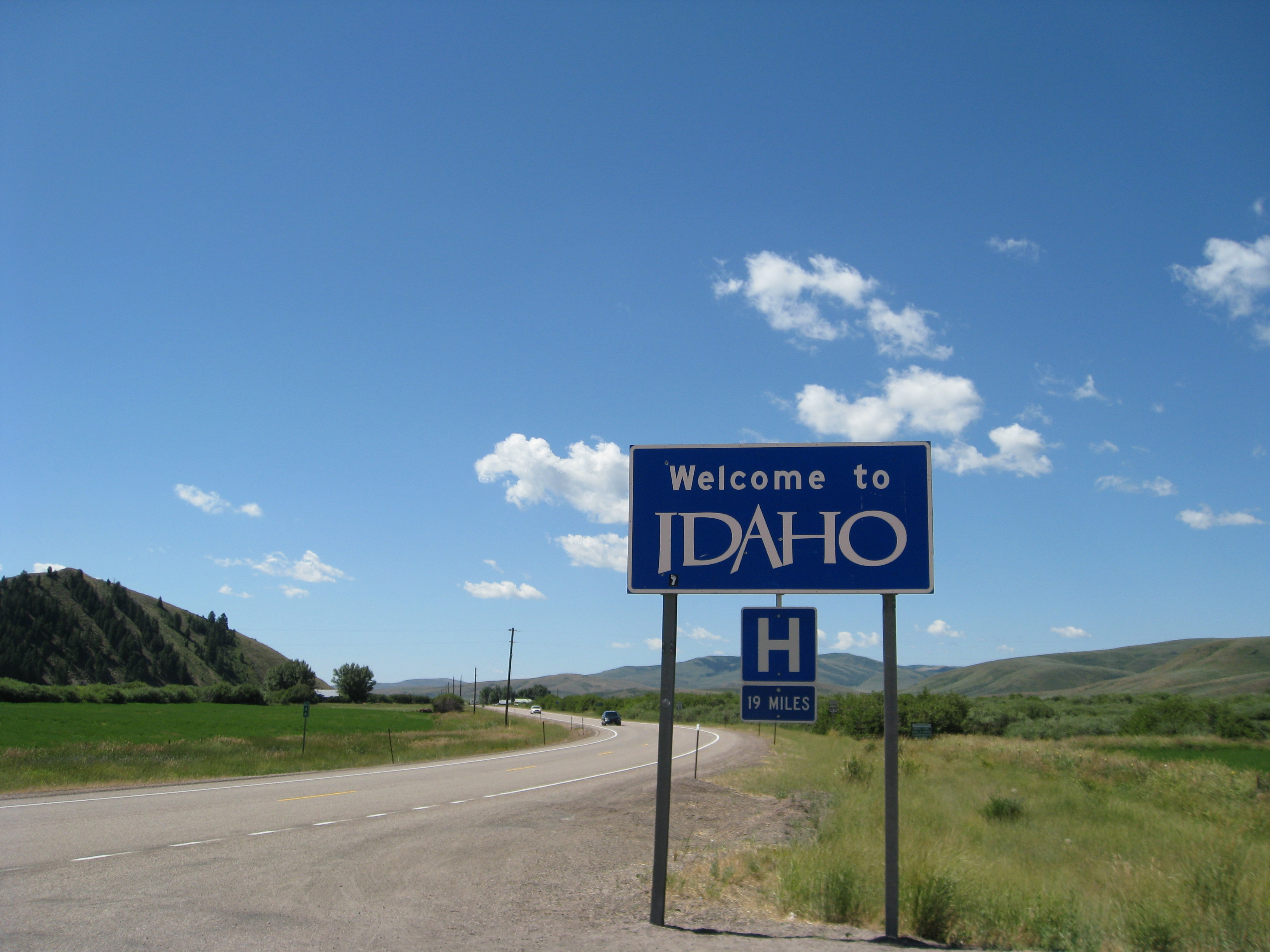
US 89 à la frontière entre l'Idaho et le Wyoming

Le tracé de la US 89 en Idaho est court. Elle entre dans le coin sud-est de l'état où elle longe le Lac Bear. Elle passe par Saint Charles, Bloomington, Paris et Ovid, où elle bifurque vers l'est. Elle traverse Montpelier et continue vers l'est jusqu'à la frontière avec le Wyoming.

### Wyoming
La US 89 longe d'abord la frontière entre le Wyoming et l'Idaho jusqu'à Alpine, au nord. Elle y rejoint la US 26 et les routes se dirigent vers l'est et le nord jusqu'à Jackson, après avoir aussi rejoint la US 191. Le multiplex traverse ensuite le Parc national de Grand Teton où elle devient l'artère principale pour l'accès à deux parcs nationaux. Elle atteint Moran et la US 26 se sépare du multiplex. La route entre dans le moins connu John D. Rockefeller, Jr. Memorial Parkway, avant de se terminer à l'entrée sud du Parc national de Yellowstone. Alors que la US 89 et d'autres US Routes sont officiellement discontinues dans le parc, certaines cartes indiquent toutefois qu'elles se prolongent à l'intérieur du parc. Officiellement, la US 89 et les autres US Routes cessent d'être numérotées. Le tracé se continue toutefois jusqu'à la frontière avec le Montana, à l'intérieur du parc.

### Montana
La US 89 entre au Montana dans le Parc national de Yellowstone mais n'est pas indiquée. Elle débute officiellement un peu au nord, à l'entrée nord du parc. Elle traverse Gardiner et longe la rivière Yellowstone. Elle atteint Livingston et longe l'I-90. Elle forme ensuite un court multiplex avec l'autoroute et se poursuit vers le nord-ouest. Elle traverse Wilsall et atteint White Sulphur Springs. Elle continue ensuite vers le nord et passe par Neihart avant de rejoindre la US 87 su sud-est de Belt. Les deux routes se rendent jusqu'à Great Falls, où elles se séparent au centre-ville. La US 89 continue vers l'ouest et atteint l'I-15. Elle forme un multiplex avec l'autoroute jusqu'à Vaughn, quelques miles au nord-ouest. La US 89 se sépare et continue vers l'ouest. Au nord de Sun River, elle prend la direction du nord-ouest et passe par Fairfield, Choteau et Browning. Elle forme un multiplex avec la US 2 dans la ville et se dirige ensuite vers le nord et le nord-ouest dans le Parc national de Glacier. Elle passe par Babb et, un peu au nord, atteint la frontière avec le Canada. La route se poursuit en Alberta comme Route 2 en direction de Calgary.

## Intersections majeures
Segment sud
Arizona
 US 180 à Flagstaff
 US 160 au sud-ouest de Tuba City
 US 89A à Bitter Springs
Utah
 US 89A à Kanab
 I-70 au nord de Sevier. Les routes forment un multiplex jusqu'à Salina.
 US 50 à Salina. Les routes forment un multiplex dans la ville.
 US 6 au nord-est de Thistle. Les routes forment un multiplex jusqu'à Spanish Fork.
 US 189 à Provo
 I-15 à Lehi. Les routes forment un multiplex jusqu'à Draper.
 I-215 à Murray
 I-80 à South Salt Lake
 I-15 à Salt Lake City
 I-15 à North Salt Lake
 I-15 aux limites entre West Bountiful et Bountiful. Les routes forment un multiplex jusqu'à Farmington.
 I-84 au sud d'Uintah
 US 91 à Brigham City. Les routes forment un multiplex jusqu'à Logan.
Idaho
 US 30 à Montpelier. Les routes forment un multiplex dans la ville.
Wyoming
 US 26 à Alpine. Les routes forment un multiplex jusqu'à Moran.
 US 189 / US 191 à Hoback Junction. La US 89 / US 189 forment un multiplex jusqu'à Jackson. La US 89 / US 191 forment un multiplex jusqu'à l'entrée sud du Parc national de Yellowstone au nord de Colter Bay Village.
 US 287 à Moran. Les routes forment un multiplex jusqu'à l'entrée sud du Parc national de Yellowstone au nord de Colter Bay Village.
Entrée sud du Parc national de Yellowstone au nord de Moran
Segment dans le Parc national de Yellowstone (désignation non-officielle)
 US 191 / US 287 forment un multiplex depuis l'entrée sud du parc jusqu'au nord de West Thumb.
 US 20 à West Thumb. Les routes forment un multiplex jusqu'au nord de West Thumb.
 US 14 / US 16 à West Thumb
Segment nord
Montana
Entrée nord du Parc national de Yellowstone au sud de Gardiner
 I-90 / US 191 à Livingston. Les routes forment un multiplex jusqu'au nord-est de Livingston.
 US 12 au sud de White Sulphur Springs. Les routes forment un multiplex jusqu'au nord-est de White Sulphur Springs.
 US 87 au sud-est d'Armington. Les routes forment un multiplex jusqu'à Great Falls.
 I-315 à Great Falls. Les routes forment un multiplex dans la ville.
 I-15 à Great Falls. Les routes forment un multiplex jusqu'au nord-est de Vaughn.
 US 287 à Choteau
 US 2 au sud-est de South Browning. Les routes forment un multiplex jusqu'à South Browning.
 Route 2 à la frontière canadienne au nord-est de Babb

## Routes auxiliaires
- US 189, route sud-nord reliant Provo, Utah à Jackson, Wyoming.